# آلف ریدیارد
آلف ریدیارد (انگلیسی: Alf Ridyard; ۱ ژانویهٔ ۱۹۰۸ – ۱ ژانویهٔ ۱۹۸۱) بازیکن فوتبال اهل بریتانیا بود.
از باشگاه‌هایی که در آن بازی کرده‌است می‌توان به باشگاه فوتبال وست برومویچ آلبیون اشاره کرد.